# Emil Hedvall
Lars Emil Hedvall, född 9 juni 1983 i Leksand, är en svensk före detta fotbollsmålvakt.
Hedvalls moderklubb är Leksands IF. Han spelade som junior även för IK Brage. År 2000 spelade han för Leksands A-lag därefter blev det spel i Forssa BK under 2001–2002. Året efter spelade han för Gagnefs IF och mellan 2004 och 2005 var det spel i Gestrike-Hammarby IF som gällde. Mellan 2006 och 2008 spelade Hedvall för Söderhamns FF. Han utsågs 2007 till "Årets målvakt" samt "Årets manlige spelare" av Hälsinglands FF. Han utsågs till båda dessa även under 2008.
I november 2011 skrev han på ett flerårskontrakt med Gefle IF. Han innehar rekordet för flest Allsvenska matcher i rad utan att bli inbytt. Efter 119 raka matcher på bänken fick han till slut starta för Gefle IF i den första omgången av Allsvenskan 2013, då Mattias Hugosson inte kunde spela på grund av feber. Han spelade totalt sju matcher från start under säsongen. Han tog inför säsongen 2014 över som förstemålvakt i Gefle och spelade 26 matcher under året med en räddningsstatistik på 76 procent, som gjorde att han slutade fyra i den allsvenska målvaktsligan. I november 2014 förlängde Hedvall sitt kontrakt med två år.
Efter säsongen 2016 avslutade Hedvall sin fotbollskarriär. I augusti 2017 gjorde Hedvall en tillfällig comeback då han skrev på ett kontrakt säsongen ut med Östersunds FK.